# 순회세자
순회세자 이부(順懷世子 李暊, 1551년 7월 11일(음력 5월 28일) ~ 1563년 10월 16일(음력 9월 20일))는 조선의 왕세자이며 명종과 인순왕후의 아들이다.

## 생애
1551년(명종 6년) 5월 28일, 명종(明宗)과 인순왕후 심씨(仁順王后 沈氏)의 아들로 태어났다. 아명은 곤령(崐齡)이며, 이름은 부(暊)이다.
1557년(명종 12년) 왕세자에 책봉되었다.
1561년(명종 16년) 윤원형의 인척인 황대임의 딸을 세자빈으로 간택하여 책빈례(冊嬪禮)까지 마쳤으나 그녀에게 복병이 있다는 이유로 양제(良娣)로 강등시키고 다시 윤옥(尹玉)의 딸 공회빈 윤씨(恭懷嬪 尹氏)와 가례를 올렸다.
1563년(명종 18년), 순회세자는 서연에서 공부를 게을리 하고 서연관을 내쫓는 등 사체를 잃는 행동을 하여, 명종이 세자궁의 환관을 추고할 것을 명하였다.
같은 해 9월 20일, 순회세자가 중병에 걸리자 명종은 대사면을 하라는 명까지 내렸으나 13세의 나이로 요절하였다.
시호는 순회(順懷)이며, 순(順)은 부드럽고 어질며 인자하고 사랑함을 일컫고, 회(懷)는 자상하고 인후하며 요절함을 말한다.
묘는 경기도 고양시 서오릉 경역내에 위치한 순창원(順昌園)으로 부인인 공회빈 윤씨와 함께 안장되었으나 공회빈의 시신은 임진왜란 당시 행방불명되었기 때문에 처음에는 신주(神主)로만 안장되었으며 그마저도 병자호란때 분실되자 현재는 빈 관만 안장되어 있다.
순창원은 지난 2006년, 문화재청에 의해 도굴 미수 현장이 발견돼 언론의 주목을 받기도 하였다.

## 가족 관계
- 조부 : 중종(中宗, 1488 ~ 1544)
- 조모 : 문정왕후 윤씨(文定王后 尹氏, 1501 ~ 1565)
  - 아버지 : 명종(明宗, 1534 ~ 1567)
- 외조부 : 청릉부원군 심강(靑陵府院君 沈鋼, 1514 ~ 1567)
- 외조모 : 완산부부인 이씨(完山府夫人 李氏, 1512 ~ 1559)
  - 어머니 : 인순왕후 심씨(仁順王后 沈氏, 1532 ~ 1575)
    - 정비 : 공회빈 윤씨(恭懷嬪 尹氏, 1553 ~ 1592)
    - 후궁 : 양제 황씨 (良娣 黄氏, 생몰년 미상)